# Pölle 13 (Quedlinburg)

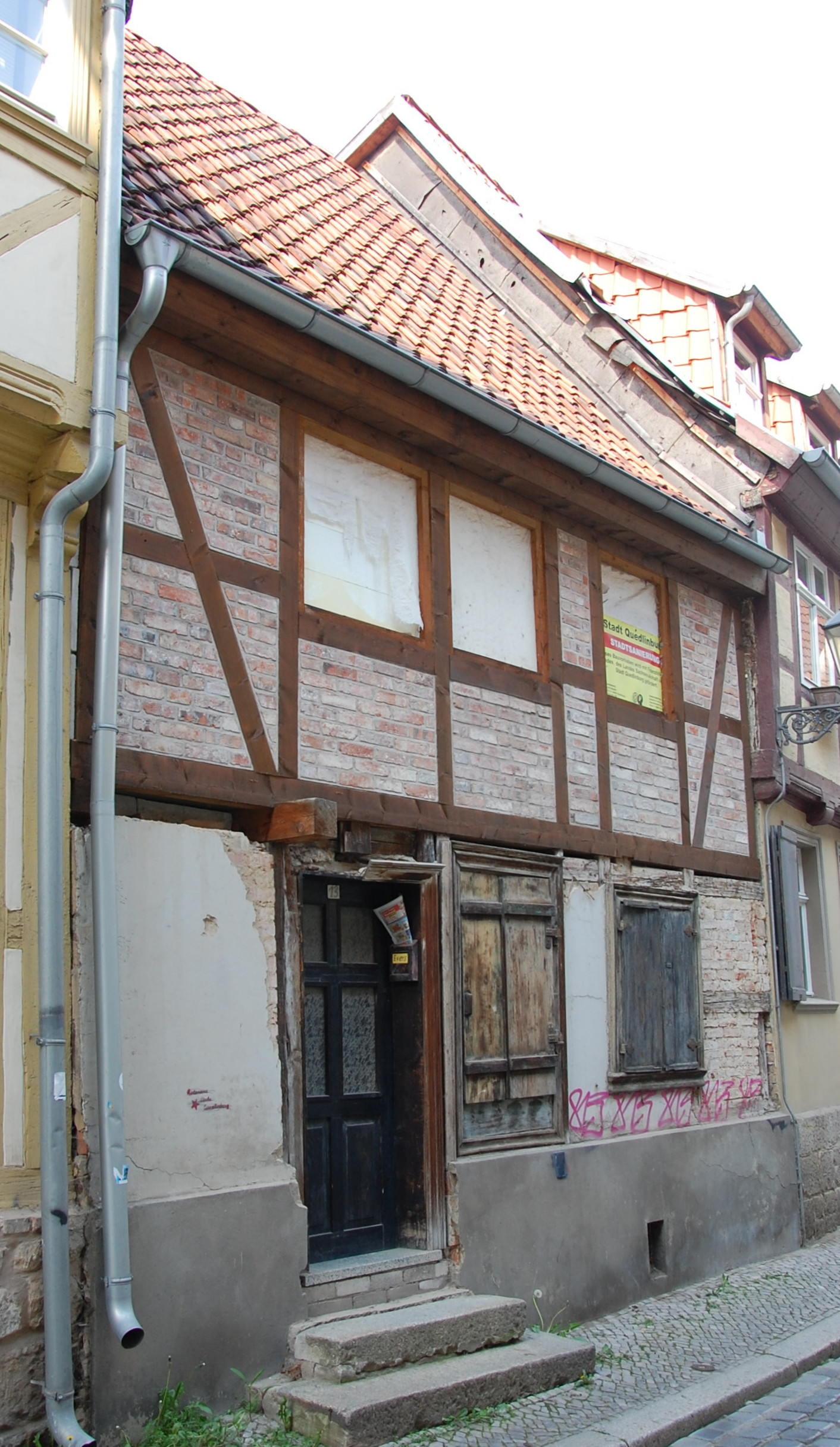
Haus Pölle 13 im Jahr 2014

Das Haus Pölle 13 ist ein denkmalgeschütztes Gebäude in der Stadt Quedlinburg in Sachsen-Anhalt.

## Lage
Es befindet sich südöstlich des Marktplatzes der Stadt auf der Nordseite der Straße Pölle. Das Gebäude gehört zum UNESCO-Weltkulturerbe und ist im Quedlinburger Denkmalverzeichnis als Wohnhaus eingetragen. Westlich grenzt das gleichfalls denkmalgeschützte Haus Pölle 12, östlich das Haus Pölle 14 an.

## Architektur und Geschichte
Das kleine Fachwerkhaus stammt aus der Zeit um 1500. Im Gebäudeinneren sind größere Teile des bauzeitlichen Fachwerks erhalten. Es bestehen dort überblattende Kopfbänder. In den Giebeln des Hauses sind noch ursprüngliche Verfüllungen der Gefache vorhanden.
Um 1700 erfolgten Umbauten im Obergeschoss und im Dach. Es entstand ein weiterer Dachstuhl. Die Fassade wurde mit einer weiten Stellung der Fachwerkständer und dem Einsatz von Fußbändern versehen. Das Haus war nun dreigeschossig. In der zweiten Hälfte des 19. Jahrhunderts wurde das Gebäude verputzt.
Anfang des 21. Jahrhunderts wurde das Haus in Teilen saniert. Das zweite Obergeschoss wurde dabei zurückgebaut, die Fassade zeigt sich nun unverputzt.